# Isla del Sol
La isla del Sol o isla Titicaca es una isla boliviana situada en el lago Titicaca, dentro del municipio de Copacabana en la provincia de Manco Kapac del departamento de La Paz. Tiene una longitud de 9,6 km por 4,6 km de ancho y una superficie de 14,3 km², lo que la convierte en la isla más grande del lago. Su nombre original es isla Titikaka y por ello el lago donde se encuentra lleva su nombre, que significa "puma de piedra". En la religión de los incas se creía que Manco Cápac y Mama Ocllo, los que más tarde fundaron Cuzco, nacieron en la isla del Sol, por lo que es considerada la cuna del gran Imperio Inca.

## Geografía

### Topografía
Presenta un relieve accidentado con varias alturas, las caras laterales de los cerros presentan terrazas escalonadas debido al cultivo de antiguos pobladores incas.
La isla del Sol se clasifica como un conjunto de cuatro zonas ecológicas, las cuales son:
- Los campos de cultivo a lo largo de la costa del lago, donde predomina el cultivo de maíz y reside la población actual. Estos campos están bien regados por manantiales que fluyen hacia el lago, destacándose la comunidad de Challapampa en esta área.

- Las laderas de las colinas que bordean directamente la orilla del lago, adaptadas en tiempos antiguos por culturas precolombinas como terrazas de cultivo, conocidas como taqanas o andenes. Estas terrazas son utilizadas para el cultivo de habas, quinua, ocas y papas, y se benefician de la humedad durante la temporada de lluvias.

- Las llanuras de poca altitud cercanas a la comunidad de Challa, así como las bahías norte y sur de Kona, consisten en pastizales similares a los bofedales, donde pastan libremente el ganado de las comunidades, principalmente ovejas y llamas. Se han descubierto vestigios de antiguas terrazas de cultivo en estas áreas, evidenciadas por la presencia de canales de irrigación.

- Los cerros y elevaciones más altas de la isla, que tienen una vegetación escasa pero ocasionalmente sirven como pastizales para el ganado ovino y camelino.

## Historia
El cronista español Bernabé Cobo (1582-1657) documentó dos versiones de un mito de origen inca ocurrido en la zona norte de esta isla. Se dice que el primer inca Manco Cápac surgió de un peñasco prominente en un gran afloramiento de arenisca conocido como Titikala. Manco Cápac es hijo de Inti la deidad andina identificada como el sol. En una versión del mito, los antiguos habitantes de la provincia estuvieron sin luz en el cielo durante muchos días y comenzaron a tener miedo de la oscuridad. Finalmente, la gente vio al Sol emerger del peñasco y creyeron que era su morada. En otra versión relatada por Cobo, otros creían que el peñasco estaba dedicado al Sol porque se escondió debajo del peñasco durante un gran Diluvio. La isla del Sol fue la primera tierra que apareció después de que las aguas de la inundación comenzaron a retroceder y el Sol emergió de Titi Qala para iluminar el cielo una vez más. En esta roca se construyó un templo que luego fue ampliado por el décimo Inca Tupac Inca Yupanqui. Construyó un convento para mamacunas (mujeres elegidas) y un tambo (posada) para los peregrinos visitantes.

## Arqueología
Las excavaciones en el sitio arqueológico de Ch'uxu Qullu, ubicado en un pequeño pico sobre la Bahía de Challa, lograron recuperar restos del período Precerámico andino que datan por radiocarbono alrededor del año 2200 a. C. Se recuperaron ocho escamas de obsidiana de este contexto, y el análisis por activación neutrónica de tres de las escamas reveló que todas ellas provenían de la fuente de obsidiana de Chivay, ubicada en el Valle del Colca, en Perú. La presencia de obsidiana de Chivay es una clara evidencia de que los habitantes de la isla participaban en una red de intercambio más amplia. En el nivel más de las excavasiones se encontró un núcleo de cuarcita, una clara indicación de la fabricación de herramientas.
La obsidiana de Chivay también ha sido utilizada en un sitio arqueológico cercano, Jiskairumoko, ubicado en territorio peruano, lo que indica continuidad cultural entre estos dos sitios en el mismo período precerámico andino.

### Estudios geológicos
Según un modelo batimétrico, no hay camino entre el borde de la costa y la isla del Sol que no pase por áreas donde el fondo del lago alcanza una profundidad de 200 m o más. Los estudios paleoclimáticos indican que alrededor del año 3100 a. C. el nivel del lago Titicaca habría sido hasta 85 m más bajo que las condiciones modernas, pero que había alcanzado niveles cercanos a los modernos alrededor del año 2000 a. C. Por lo tanto, en 2200 a. C. los niveles del lago probablemente eran más bajos que los actuales, pero aún lo suficientemente altos como para que la isla estuviera separada por agua del continente. Por lo tanto, los datos de Ch'uxuqullu indican que las culturas de las orillas del lago utilizaban tecnología de embarcaciones bien desarrollada durante el período Arcaico.

### Ocupación histórica
La isla estuvo ocupada continuamente desde al menos el 2200 a. C. hasta la actualidad. Hay una importante ocupación del Formativo Temprano (1800-1100 a. C.), Formativo Medio (1100-500 a. C.) y Formativo Superior (500 a. C. - 500 d. C.).
La cerámica más antigua registrada en la isla data de entre 1426 y 1316 a. C.
Lo más significativo es que hay un importante asentamiento Tiwanaku (Tiahuanaco) en la isla. El sitio de Chucaripupata fue un importante sitio ritual Tiahuanaco ubicado sobre Titi Qala, que los incas hicieron famoso.
Todos estos sitios están ubicados en el lado occidental de la isla.
Chucaripupata está a sólo unos cientos de metros de Titi Qala, e inmediatamente encima de ellos hay un afloramiento rocoso conocido como Murokata. Por tanto, es posible que Murokata fuera la "roca sagrada" de la cultura Tiwanaku.
La evidencia arqueológica indica que ni Murokata ni Titi Qala fueron utilizados durante el Período Intermedio Tardío (ca. 1000-1450 d. C.). Con la conquista de la región sur del Titicaca por los incas, la zona de Titi Qala se convirtió en uno de los destinos de peregrinación más importantes del estado inca a la par del famoso oráculo de Pachacamac en la costa justo al sur de Lima.
Las investigaciones arqueológicas submarinas realizadas frente a la isla del Sol entre 1989 y 1992 llevaron al descubrimiento de artefactos tanto incas como tiahuanacos. Estos se encuentran ahora en exhibición en un museo en Challapampa. Hoy en día, la economía de la isla está impulsada principalmente por los ingresos del turismo, pero se practican ampliamente la agricultura y la pesca de subsistencia.

## Religiosidad

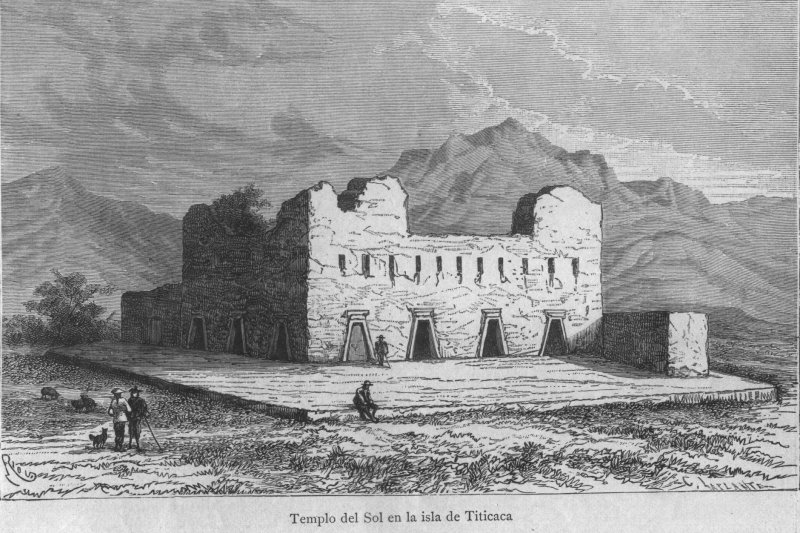
Grabado editado en el año 1887 del Templo del Sol en la Isla Titicaca.

La isla en la época inca era un santuario con un templo con sacerdotes dedicados al dios Sol o Inti y de ahí su nombre.
La mayor parte de la isla está poblada por indígenas de origen aymara, dedicados a la agricultura, el turismo, artesanía y el pastoreo. El idioma que hablan es la lengua ancestral, aymara, como también el español.

## Sitios arqueológicos
A lo largo de toda la isla se aprecian varios sitios arqueológicos, donde sobresale la "Roca Sagrada" o Roca de los orígenes, que según las crónicas fue lugar del nacimiento del Imperio Inca y acá sería donde nacería Viracocha, el propio Dios Sol, el cual sería el encargado de enviar a Manco Cápac y Mama Ocllo a fundar la ciudad del Cuzco.

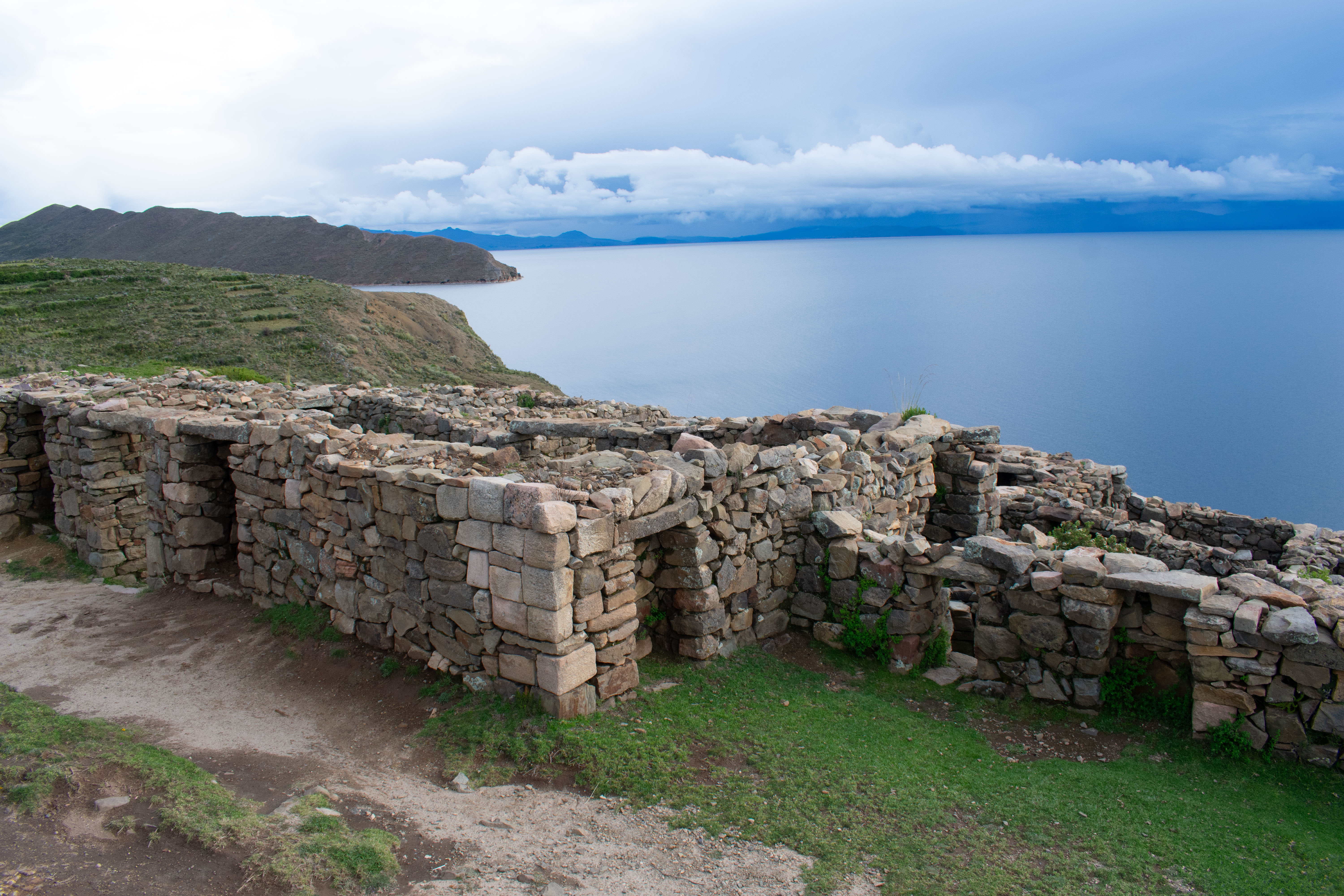
Templo de la Chinkana o labertinto en 2025.

También se aprecia el Templo de la Chinkana o laberinto, además del Palacio de Pilkokaina de la época incaica, único por sus características constructivas. Otro sitios son la Escalera del Inca en la localidad de Yumani, que conducen hacia la parte alta de la isla, donde existe una fuente de agua de la época precolombina. Además, en la cumbre del cerro más alto del lado norte de la isla, se puede apreciar un mirador monolítico que apunta a las islas visibles desde la cumbre. El mirador fue construido por Ito Bastías y Josué Garay, y está hecho solo con rocas encontradas en la cumbre, sin utilizar algún aglomerante.[cita requerida]
En la isla se encuentra también el museo arqueológico de Challapampa, donde se exponen piezas arqueológicas rescatadas de los alrededores.

## Conflicto entre Challa y Challapampa
Las ruinas de Chinkana, administradas por Challapampa, son el punto de apoyo de una disputa trascendental entre los pueblos de Challa y Challapampa. Para beneficiarse más del turismo alrededor de las ruinas, los aldeanos de Challa construyeron cabañas para turistas a unos cien metros de las ruinas antiguas. Como las autoridades no detuvieron la construcción ilegal, los habitantes de Challapampa destruyeron las chozas de Challa durante la noche para preservar la integridad del antiguo sitio. En represalia, Challa instaló un bloqueo en las rutas marítimas y terrestres para evitar cualquier flujo de turistas a Challapampa. Desde entonces, los pueblos luchan con puños, piedras y dinamita. Habitantes de Challapampa acusan a Challa de utilizar los derechos indígenas otorgados por el Estado boliviano como arma para beneficiarse del capitalismo. Además, hay esfuerzos por parte de Challa para negarle a su vecino Challlapampa el derecho a existir.

## Actividades

### Caminatas

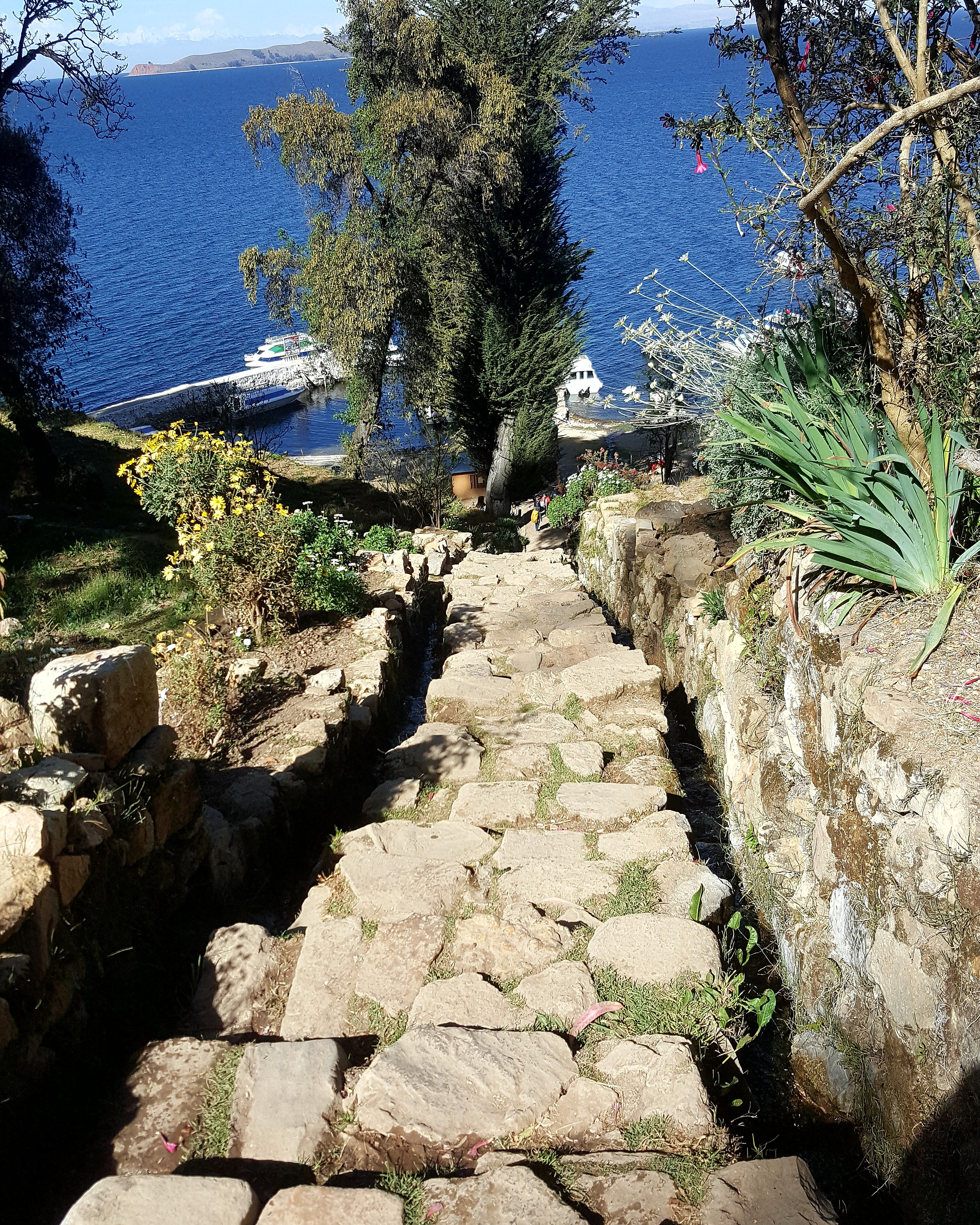
Senderos.

La isla está surcada por senderos que la recorren de norte a sur, en ellos se desarrollan las actividades de senderismo, observación, fotografía y algunos rituales. Por la zona alta de la isla recorre un camino prehispánico casi lineal que une a las tres comunidades de la isla.

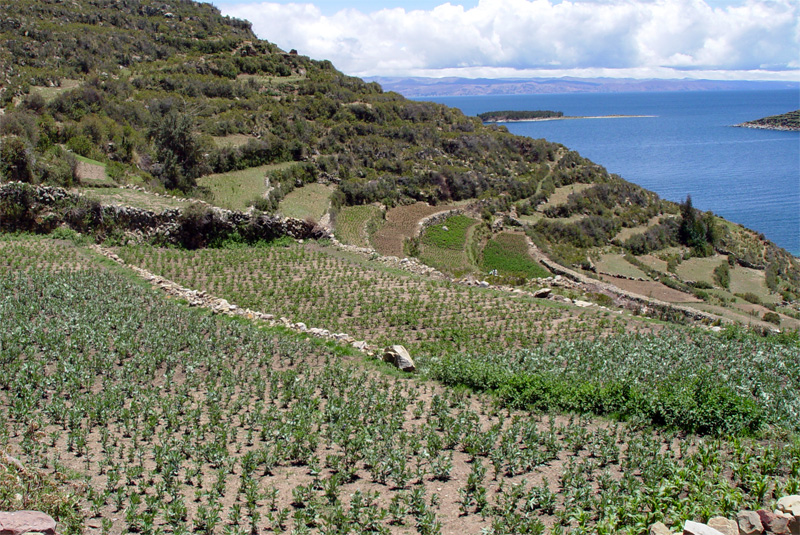
Andenes de cultivos o cultivos en terraza.

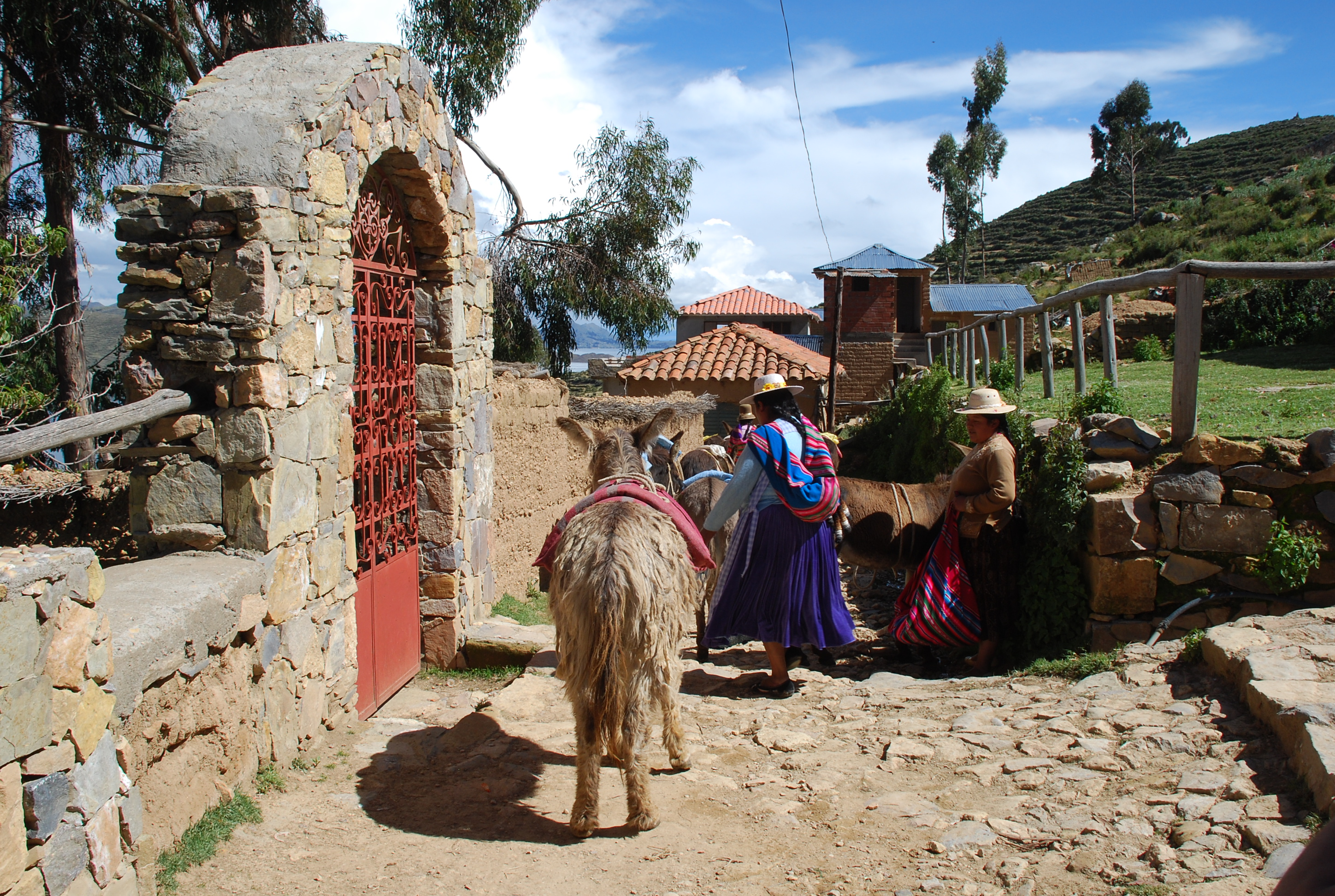
Vestimenta tradicional.

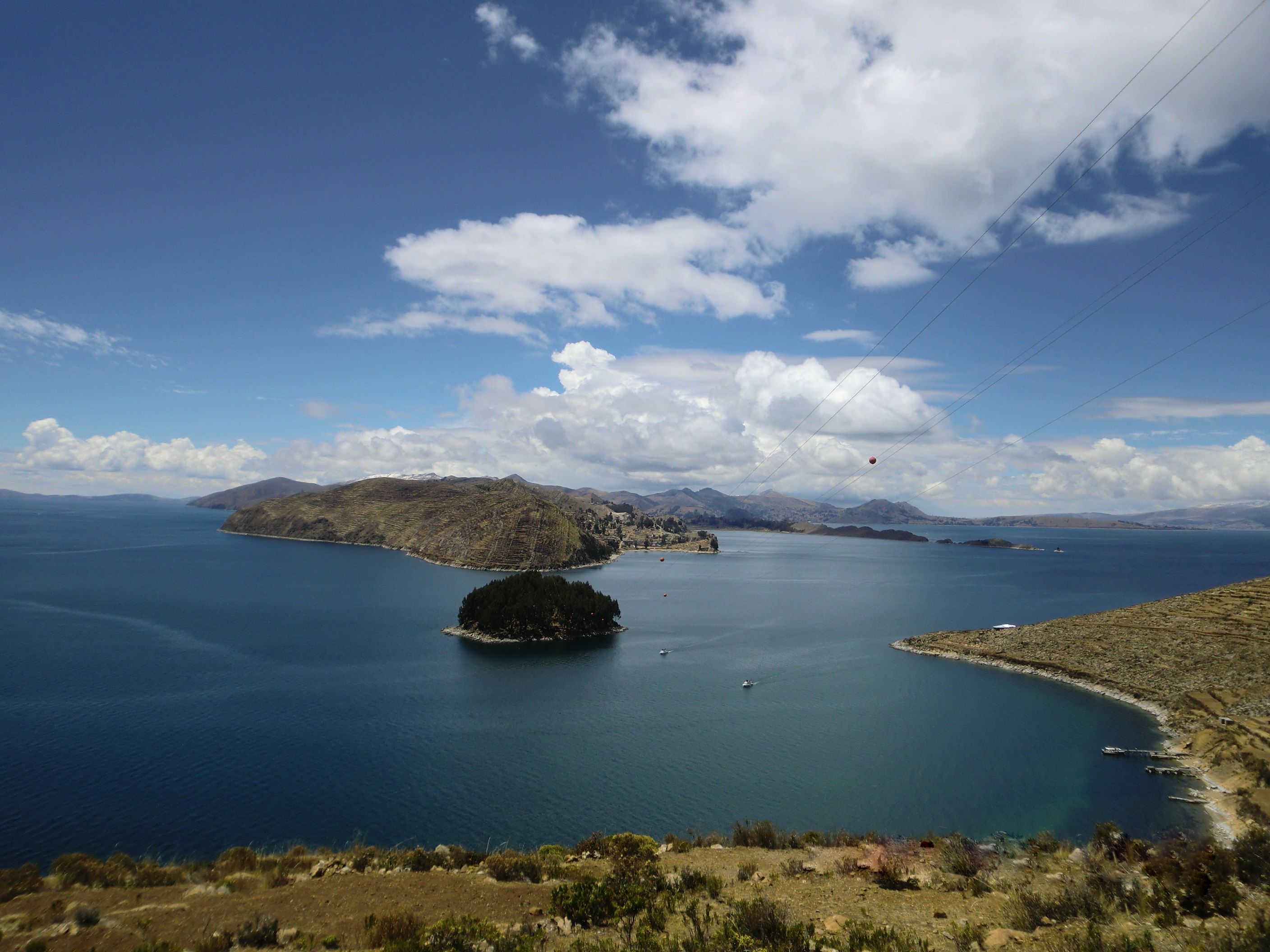
Vista del Lago Titicaca desde la Isla del Sol

## Educación
En la isla se encuentra la escuela Challa.